# 카구속
카구속(Rhynochetos)은 뱀눈새목에 속하는 조류 속의 하나이다. 누벨칼레도니에 사는 2종을 포함하고 있으며, 한 종은 멸종했다. 카구과(Rhynochetidae)의 유일속이다.

## 하위 종
- 카구 (Rhynochetos jubatus) Verreaux & Des Murs, 1860
- † 저지대카구 (Rhynochetos orarius) Balouet & Olson, 1989